# Kraftwerk Murau
Das Kraftwerk Murau ist ein Laufkraftwerk an der Mur in Murau in der Steiermark. Betrieben wird es von den Murauer Stadtwerken.

## Lage
Das Kraftwerk liegt an der oberen Mur, am Ostrand der Stadt Murau (Flusskilometer 377,1). Es gehört zu den Katastralgemeinden Murau und Egidi, die Grenze verläuft quer zur Mur zwischen Wehr und Krafthaus. Direkt oberhalb des Kraftwerks befindet sich die Murbrücke der L502 Sankt Lambrechter Straße.
Der Stauraum reicht nur etwa 800 Meter flussaufwärts bis zur Bahnhofbrücke (Murau), am Fuß des Murauer Schlossbergs.

## Geschichte
Ursprünglich befand sich in Murau der Köglhofkatarakt, eine um die 10 Meter hohe Stromschnelle, die die Mur ab hier aufwärts unpassierbar machte.
1906 beschloss der Gemeinderat von Murau, eine Kraftwerksanlage zu errichten, insbesondere, um die Brauerei Murau mit Strom zu versorgen. 1908 wurde das Werk mit anfangs 300 kW Leistung aus drei Francisturbinen in Betrieb genommen. Damit gehört das Kraftwerk zu den ersten der Mur.
1954 wurde ein neues Betonwehr erstellt und eine zusätzliche Francis-Schachtturbine eingebaut, womit sich die Leistung auf 800 kW erhöhte. Seit 1972 firmieren die Murauer Stadtwerke als G.m.b.H. als Betreiber.
Bis in die 1970er wurde das Netz in Murau als Insel betrieben, als eine der letzten Regionen Österreichs wurde es an den Netzverbund (heutige APG) angeschlossen. Die 110-kV-Leitung vom Umspannwerk Teufenbach zum Kraftwerk Bodendorf wurde erst Anfang der 1980er errichtet, bis heute die einzige hochrangige Zuleitung ins Murauer Gebiet. Daher wurde auch beim weiteren Ausbau darauf geachtet, eine grundsätzlich zum Inselbetrieb fähige Anlage zu haben, sowohl in Bezug auf die Maschinenausstattung wie auch durch Aufbau einer Rundsteueranlage.
1984 wurde die Anlage ein weiteres Mal grundlegend umgebaut, es wurde ein neues Krafthaus errichtet, die Francis-Turbinen von 1907 durch eine 2000-kW-Kaplan-S-Turbine ersetzt, und das Wehr mit einer hydraulischen Stauklappe ausgerüstet. Mitsamt der Turbine von 1954 leistete das Werk nun 2,3 MW. 1990 erneuert man das Umspannwerk und stellte vom alten 5-kV- auf ein 10-kV-Netz um. 2000 wurde eine weitere 2000-kW-Kaplanturbine installiert. Damit wurden eine Quote von 80 Prozent Eigenproduktion im Stadtwerke-Netz erreicht.
2004 entstand eine Fischwanderhilfe. Sie wurde – noch vor dem Nationalen Gewässerbewirtschaftungsplan (NGP), der die EU-Wasserrahmenrichtlinie (WRRL) umsetzt – im Rahmen eines EU-geförderten, zum Programm Natura 2000 gehörenden LIFE+-Projekt realisiert. Dieses Aktionsprogramm Inneralpines Flussraummanagement Obere Mur/„Mur[er]leben“ verbindet die wasserbaulichen und Naturschutzbestrebungen der EU, des Lebensministeriums (BMLFUW), des Landes und der Wehrbetreiber. Wegen der schwierigen Lage wurden 300.000 € verbaut.
Schon um 2010 erreichten die Stadtwerke Murau mit weiteren Kraftwerken in ihrem Versorgungsgebiet einen Energieüberschuss von 40 % des Eigenbedarfs, und bis 2015 wurde der Verbund des ganzen Bezirks Murau im Rahmen des Projekts Energievision weitgehend energieautark – wenn auch mit dem Nachteil, vorerst nicht mehr weiter ausbaufähig zu sein und mit zunehmenden Einspeisungsproblemen in das überregionale Netz. Dieses Pilotprojekt wurde mit mehreren Umweltpreisen ausgezeichnet, und wird auch im Rahmen der Leaderregion Holzwelt Murau propagiert.

## Anlage
Die Wehranlage des Laufkraftwerks hat ein Feld mit einer lichten Weite von 22 m, die Stauklappe kann für Hochwasserlagen, wie sie an der oberen Mur häufig sind, hydraulisch komplett gesenkt werden, und freien Durchfluss ermöglichen. Der Stauraum liegt auf 794 m ü. A., das Unterwasser bei etwa 785 m ü. A.
Das Krafthaus und die Betriebsanlagen befinden sich linksufrig, etwa 70 m unterhalb der Wehrlinie mit Einlaufkanal.
Das Werk hat zwei Kaplan-S-Turbinen (Baujahre 1984, 2000) mit je 2.000 kW und eine Francis-Schachtturbine (Baujahr 1954) mit 500 kW. Die Energie wird über ein 10-kV-Ringkabelnetz in die Stadt Murau und die Umgebung verteilt.
Unterwasser des Krafthauses und das Altbett der Mur sind noch auf 200 m flussabwärts getrennt geführt. Im Normalbetrieb liegt das Bett direkt unterhalb der Wehr trocken, sodass der Köglhofkatarakt in Teilen wieder sichtbar wird.
Der Fischaufstieg befindet sich in der linken (nördlichen) Uferböschung. Er überwindet eine Geländehöhe von 9 m und hat eine Gesamtlänge von 230 m. Dazu waren insgesamt 47 Stufen notwendig. Davon konnten etwa die Hälfte im unteren Bereich als naturnahe Tümpelpässe angelegt werden, der obere Teil musste wegen der beengten Verhältnisse technisch in Form von Schlitzpässen ausgeführt werden. Als Besonderheit gibt es noch drei Vorbecken, in denen mit hochfahrbaren Trennwänden die Dotation (Wassermenge) manuell präzise eingestellt werden kann, um eine optimale Durchgängigkeit jeweils für Frühjahrslaicher (wie Äsche, Huchen, Regenbogenforelle) und Herbstlaicher (wie Bachforelle) wie auch Jungfische je nach Jahreszeit zu gewährleisten.

## Natur und Freizeit
Die obere Mur ist ursprünglich Äschenregion, mit der Äsche als Hauptfischart und Bachforelle, Koppe oder Ukrainischem Bachneunauge als Nebenfisch, wird aber durch die eingesetzte Regenbogenforelle dominiert. Neben der allgemeinen Wiederherstellung des Fließgewässerkontinuums, mit der sich ein natürlicherer Bestand einstellen soll, gilt hier das Augenmerk besonders dem bedrohten Huchen, einem großen standorttreuen Lachsfisch des Donauraums. Dieser hatte sich in dem etwa 90 Kilometer langen Flussabschnitt bis zu den Kraftwerken im Murdurchbruchstal ab Bruck in einer isolierten Population die letzten 100 Jahre erhalten. Mit der Fischaufstiegshilfe kann dieser Fisch nun auch die Mur oberhalb Murau besiedeln. Mit der kommenden Wiederdurchgängigmachung der Kraftwerke Kraftwerk St. Georgen/Bodendorf gut 8 Kilometer oberhalb könnte der Fisch dann vielleicht bis in den Lungau vordringen. Unter Umständen ist das sogar eine Neuerschließung eines Lebensraumes, es ist aus historischen Quellen nicht ganz geklärt, ob der Huchen den Murauer Köglhofkatarakt früher überwinden konnte.
Die Anlage gehört im vollen Umfang zum Europaschutzgebiet Ober- und Mittellauf der Mur (FFH, AT2236000/Nr. 5).
Der Murradweg passiert das Kraftwerk stadtseitig, am anderen Ufer führt der Salzsteigweg (Österreichischer Weitwanderweg 09), hier zusammen mit dem Steirischen Landesrundwanderweg, aus Murau kommend hinauf zur Frauenalpe.